# Ахания

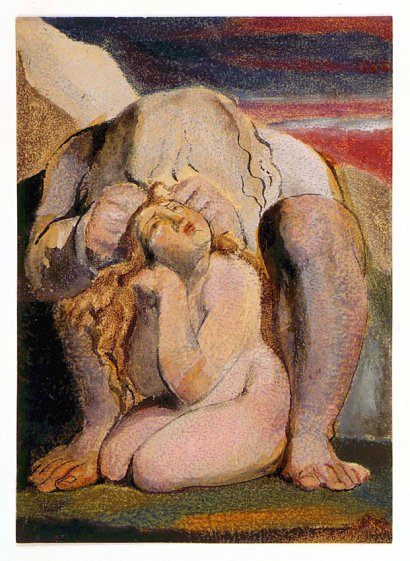
Уильям Блейк. Уризен и Ахания, его эманация. Фронтиспис к «Книге Ахании» (1795)

Аха́ния (Ahania) — в сложной и оригинальной мифологии Уильяма Блейка это эманация Уризена, его жена и мать их сыновей: Тириэля, Уты, Гродны и Фузона, которые воплощают четыре стихии: воздух, воду, землю и огонь. В «Книге Ахании» (1795) она олицетворяет собой наслаждение. Уризен называет её «Грехом» и удаляет от себя, ибо он, воплощение разума, не может понять необходимость наслаждения для ума. В более поздних книгах Ахания названа матерью 12 сыновей и 3 дочерей Уризена, представляющих собой 12 зодиакальных созвездий и три части человеческого тела (их имена Элет, Увет и Она, символизирующие голову, сердце и чресла).